# Liatongus davidi
Liatongus davidi är en skalbaggsart som beskrevs av Antoine Boucomont 1919. Liatongus davidi ingår i släktet Liatongus och familjen bladhorningar. Inga underarter finns listade i Catalogue of Life.